# Iwona Godula
Iwona Godula (Chełm, 1º gennaio 1967) è un'ex cestista polacca.

## Carriera
Con la Polonia ha disputato i Campionati europei del 1993.